# ピエタ (漫画)
『ピエタ』は、榛野なな恵による漫画作品。 集英社/ヤングユーコミックスより単行本全2巻が刊行されている。

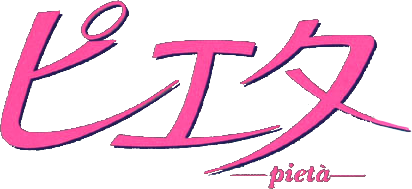

ちなみにピエタとは、死後に十字架から降ろされたキリストを抱く聖母マリアの彫刻や絵のことである。

## あらすじ
主人公・理央は幼少時の妹の死、母の家出などの喪失の経験に深く傷つき、やがてすべては自分が原因だと思い込むようになる。父が後妻に当たる女性と早々に再婚したことにより、さらに家庭での居場所を失った理央は、自分の存在意義を見出せなくなり11歳にして自殺未遂や自傷行為を繰り返すようになる。
一方もう一人の主人公・佐保子は愛情豊かな家庭に育つが、中学生のとき突如として家族の中でさえ家族の一員という役割を演じている自分の異質さに気づき、自責の念から部屋に引きこもるようになり、不登校になってしまう。
何事にも無関心で無気力な人間に成長した理央と不登校のために学年が遅れた佐保子は偶然にも高校3年でクラスメイトになる。
ある日佐保子はクラスメイトに頑なに隠していた、自分が不登校で2学年遅れていることを理央に告白し、それをきっかけに二人は急速に親しくなる。佐保子を理解者と認め、また彼女の優しさに触れた理央は生きる希望を取り戻し始めるが、継母・繁子の策略により精神的に追い詰められ、投身自殺を図ってしまう。
辛くも一命を取り留めた理央は佐保子の献身的な支えにより順調に回復するが、自分の不幸に巻き込みたくないという理由から佐保子を遠ざけようとする。しかし佐保子は「生きるために二人で幸せになること」を理央に提案するのだった。

## 登場人物
賢木理央
主人公。高校3年生。一見クールだが非常に寂しがりやな性格。7歳の時にまだ赤ん坊だった妹を病気で、10歳の時に両親の離婚で母を失う、「喪失」の経験や継母との確執などにより大きなトラウマを抱えている。数々の辛い体験のショックで幼少時の記憶が欠落・混乱している部分があり、後にそれが原因で継母に追い詰められることになる。自傷癖がある。
比賀佐保子　
もう一人の主人公。不登校で2年遅れて進学した地元の高校になじめず、2年の途中に理央の学校に転入してきた。伯母の家に下宿中。
御法逍三
大学の心理学の教授で臨床心理士。以前から理央のカウンセリングを担当しているが、過去にアメリカ留学のため、カウンセリングを中断した結果、理央が継母に非人道的な精神科病院に強制入院させられたことに自責の念を抱いている。
御法鏡子
御法氏の妻で精神科医。当初は彼女が理央の担当医だった。同時期佐保子も彼女の診療を仰いでいる。夫妻で理央を養子にしたがっている。
賢木繁子　
理央の父の元愛人で現在は理央の義母。異質な存在として理央を忌み嫌い、排除しようとする。

## 書籍情報
- ピエタ 全2巻 (集英社 YOUNG YOUコミックス 2000)
  1. ISBN 978-4088644875
  2. ISBN 978-4088644882